# Annelies Slabbynck
Annelies Slabbynck (Vilvoorde, 1968) is een Belgische beeldende kunstenares die leeft en werkt te Gent.

## Loopbaan
Annelies Slabbynck focust zich als beeldend kunstenaar, vanuit haar eigen ervaringen en vrouwelijkheid, op de wereld van het tactiele. In haar werk met kledingstukken, waar ze de typische moederlijke bezigheid van borduur- of naaiwerk aanwendt. Soms zijn het oude kledingstukken die herinneringen verbeelden, die zij artistiek en inhoudelijk nieuw leven inblaast om haar beeldend universum gestalte te geven. Beelden geënt op het netvlies van ons collectief geheugen en sluimerend onderbewustzijn. Sculpturale getuigenissen die getransformeerd worden tot een reconstructie van een nieuwe werkelijkheid. 
De tederheid die schuilt in de dialectiek het artefact, belichaamt de onschuld van het kind, vruchtbaarheid en onvruchtbaarheid, identiteit, het moederschap. Het kleed als een tweede huid, gedragen, achtergelaten. Het onvolmaakte lichaam dat 'zich hult' in broosheid, in zijn veerkracht en flexibiliteit en in zijn ontegensprekelijke kwetsbaarheid. En in die kwetsbaarheid huist een intens en liefdevol verlangen naar het zorgende. En onvermijdelijk onderlijnt dit de relatie tussen de geest en het lichaam als woonst voor het denken, waar het handelen zich bestendigt in een artistiek, empathisch gebaar.
Haar delicate, doordachte geborduurde werken illustreren dit tedere gebaar en deze kledingstukken bevatten een merkwaardige mix van herkenbare beelden uit de geneeskunde (organen, lichaamsdelen en functies) samen met symbolen uit de folklore: de eenmaking van het verlangen naar de oorsprong, naar het matriarchale en haar intuïtieve sensibiliteit, een altruïstische aanwezigheid. Het onmisbare beeld van de moeder/vrouw over eeuwen en culturen. Vaak zijn het symbolen ontstaan uit eigen ervaringen en persoonlijke en culturele rituelen die de toeschouwer worden aangereikt. Hiermee geeft Slabbynck op een heel ongedwongen, maar intense wijze, gestalte aan het universele verhaal van het vrouw-zijn in onze hedendaagse samenleving en uit de overlevering, zonder zich te bezondigen aan oppervlakkige sentimentaliteit of onechte nostalgie.
In dit opzicht sluit haar zeer oorspronkelijk werk als een mentale tegenpool aan bij het werk van de Britse kunstenares Tabitha Moses en is haar werk ingebed in een internationale stroming van vrouwelijke kunstenaars die het schijnbare 'triviale huiselijke instrumentarium' van het-vrouw-zijn (naald en draad) als een vertrekpunt hebben genomen om een eigen poëtische taal en visie uit te dragen vanuit een eigengereid oeuvre. En tevens om een noodzakelijke commentaar te formuleren: over de vrouw als kunstenaar, haar maatschappelijke onmisbare plaats in de samenleving en als baken in het hedendaagse artistieke landschap.

## Tentoonstelling REN[2]
Een persoonlijke fascinatie voor het functioneren van het menselijk lichaam staat centraal in het werk van beeldend kunstenaar Annelies Slabbynck. Onderzoek naar zowel gezonde functies als gestoorde werking van organen, loopt als een rode draad door haar artistieke praktijk. Anatomische, neurologische en pathologische aspecten worden in een eigen beeldtaal weergegeven. Als kunstenaar streeft zij naar het creëren van esthetische portretten van minder mooie en kwetsbare facetten in onze menselijke realiteit, zoals de lichamelijke binnenkant en mentale en fysieke ziektebeelden.
Annelies is opgeleid als keramist en die basis schemert nog als grondtoon door in haar actuele werk. Haar passie voor antieke textielstukken groeide in de loop der jaren uit tot een prominente drager in haar oeuvre. Het integreren van traditionele ambachten zoals naai- en borduurtechnieken vormt ook een cruciaal onderdeel van haar uitvoeringsproces.
Alle tentoongestelde kunstwerken zijn speciaal gemaakt voor integratie in de ZNA Nierkliniek tijdens de piekperiodes van sanitaire crisis en sociaal isolement in 2020. De werken hebben ook een inhoudelijke link met kunst in zorg.
Bij het creëren van nieuw werk delft Annelies Slabbynck bronmateriaal uit haar omvangrijke verzameling antiek textiel, vintage objecten en medische hulpmiddelen. Materialen zoals bijenwas en klei, gecombineerd met het unieke historische verhaal van het handgemaakte textiel, worden vertaald in composities die verhalen over de inwendige menselijke architectuur.

## ‘Mental Mapping’ I  II  III  2017
|  | Antieke schort, rood borduurgaren, rode waterverf en was 3 Kledingstukken belichamen neurologische aandoeningen die worden aangegeven door het gebruik van de geheime taal van het brailleschrift. Elk kledingstuk wordt zorgvuldig geselecteerd om de specifieke psychologische toestand van een vrouw of meisje weer te geven. Door het gebruik van oude kledingstukken wordt het tijdloze karakter van dergelijke neurologische aandoeningen sterk benadrukt |
|  | Kinderjurk, naaigaren Zolang we ons kunnen herinneren, hebben mensen geprobeerd problematisch gedrag te verklaren en te beheersen. Maar onze inspanningen komen altijd voort uit theorieën of gedragsmodellen die destijds populair waren, en het doel is om uit te leggen ‘waarom iemand zo is’. |
|  | Jurk, naaigaren, medicijnen Op de schort kan je 'autisme' ontcijferen, op de damesjurk lees je 'dwangmatig-obsessieve stoornis’ en op de grijze kinderjurk wordt de medische term 'angststoornis' weergegeven. |

## Individuele tentoonstellingen(selectie)
- 'Healing'; Municipal Academy of Visual Arts; Aalst, Belgium 2005.
- Annelies Slabbynck Scharpoord - Experimental Art Space; SEAS; Knokke, België 2005.
- 'BodyMap’; Croxhapox; Contemporary Art Platform Ghent, Belgium 2006.
- 'Bortier 06; Contemporary Art Platform, Bortier Gallery; Brussel, België 2006.
- ‘Intrude 366 Art&Life’; (Zendai Museum), ‘The Art of Existence’; Nobel Eye Hospital; Shanghai, P.R. China 2008.
- ‘The Art of Existence’; Frontline Contemporary Gallery; Shanghai, P.R. China 2012.
- 'A New (Im)mortality' MIAT (Museum of Industry, Labor and Textile production, Ghent, Belgium 2015.
- 'The ImPerfect Body' Vilnius Academy of Arts VAA Textile gallery "Artifex"; Vilnius, Lithuania 2019.
- 'REN' ZNA Middelheim Nephrology Department (renal clinic) - Maternity ward ZNA Middelheim, Antwerp, Belgium 2022-2023.

## Groepstentoonstellingen(selectie)
- MéTissages , Art and Textile Biennale; MIAT, Ghent, Belgium 2005.
- De Nieuwe Oogst 05’ (‘The New Harvest: artist/designer selection 05'); Design Flanders; Brussel, België 2006.
- ‘‘Waanzin is Vrouwelijk’(‘Madness is Female), Museum Dr. Guislain; Ghent, Belgium 2007.
- ‘Over The Hedge’; TAFA Gallery at the Museum of Tianjin Academy of Fine Arts; Tianjin, P.R. China 2007.
- ‘From Lausanne to Beijing ’5th Intl. Biennale of Textile Art’; Beijing, P.R. China 2008.
- ‘Soft…3’; Third International Wearable Textiles Biennale; Centre de Documentació i Museu Tèxtil de Terrassa; Madrid, Spain 2008.
- 3rd International Triennial for Miniature Textiles; Gallery of Szombathely, Szombathely, Hongarije 2009.
- ‘Soft…3’; Fundación Mezquita de las Tornerías; Toledo, Spain 2009.
- Lineart (Annual Art Fair) ‘Ceramics. Figure it out!?’; The Mijlpaal & Design Flanders; Ghent, Belgium 2009.
- 'Miniartextil’…’e lucean le stelle…’; Museo di Palazzo Mocenigo S.Stae- Venice, Italy 2010.
- Design Biennale ‘Nature’; ‘Espace-Saint-Antoine’ of the ‘Musee de la Vie Wallonne’; Luik, Belgium 2010.
- ‘inGewikkeld’ ('Wrapped'), curator The Mijlpaal Gallery; Clarissenklooster; Hasselt; Belgium 2010.
- 'Wearable’; Frontline Contemporary Gallery; Shanghai, P.R. China 2011.
- 'Korean DMZ Art Festival ‘ People living in Civilian Control Line’, DMZ Zone, South Korea 2012.
- 'CONTEXTILE 2012' - Contempory Textile Art Triennal; Guimarães  European Capital of Culture, Portugal 2012.
- 'Shame! (Hide & Show)’; ERROR ONE - a nomadic initiative for contemporary art; Antwerp, Belgium 2013.
- 'Open Doors'; Inauguração do Fórum Eugénio de Almeida; Evbora, Portugal 2013.
- 'Bates Motel'; SPACE; Luik, Belgium 2013.
- 'What if Objects Could Talk?; OV Gallery; Shanghai, P.R.China 2014.
- ‘Curiosities’ Het Labo; Cumhuriyet Museum, Istanbul, Turkey 2015.
- Art al Vent XIII; Contemporary textile art; Gata de Gorgos, Alicante, Spain 2016.
- ‘Black to the Future’; Labo and C-Mine Gallery, Genk, Belgium 2017.
- 'Elles ont des Ailes’ ; curators: 'Le Bouc Qui Zouk’, Stefaan Van Biesen and the city of La Romieu, France 2017.
- 'Soft Sculpture - Hard Thoughts', SULUJ Gallery; Belgrade, Serbia 2017.
- 'Opulent Mobility'; curator A. Laura Brody; Thymele Arts, Holywood, LA, USA - 2019 Online Exhibition 2018.
- 'Opulent Mobility' curator A. Laura Brody; Dora Stern Gallery - Arts Unbound; Orange, NJ, USA 2019.
- 'Fingers don't know what the hand will do', joint project with Stefaan van Biesen; CAS, Oostende, België 2019 .
- 'Opulent Mobility' Monrovia, CA, USA. Curator A. Laura Brody 2021 .
- 'XII International Biennial of Textile Miniatures - Visiting Card', ARKA Gallery, Vilnius, Lithuania[4]2021.
- 'Escaping Demarcation Relay Project' Changwon international Sculpture Biennale, Joint project with Jooman Cha, South Korea[5] 2022.
- 'Opulent Mobility', curator A. Laura Brody and Anthony Tusler, Antelope Valley College Art Gallery, Lancaster, CA, USA 2022 .
- 'Vesalian Landscape', University of Antwerp, June 2023.

## Onderscheidingen
- Selected by Design Flanders ‘New Harvest 05’; Brussels, Belgium
- Excellent Prize honourable mention of ‘From Lausanne to Beijing’; 5th International Fiber Art Biennale 2008; Beijing, P.R. China
- Gallery of Szombathely; Szombathely, Hungary
- Museum Dr. Guislain; Ghent, Belgium

## Externe Link
Interview Annelies Slabbynck: Exploring the Imperfect Mutability of the Female Body